# Tetraponera inermis
Tetraponera inermis is een mierensoort uit de onderfamilie van de Pseudomyrmecinae. De wetenschappelijke naam van de soort is voor het eerst geldig gepubliceerd in 2009 door Ward.